# 让·巴普蒂斯塔·冯·施魏策尔

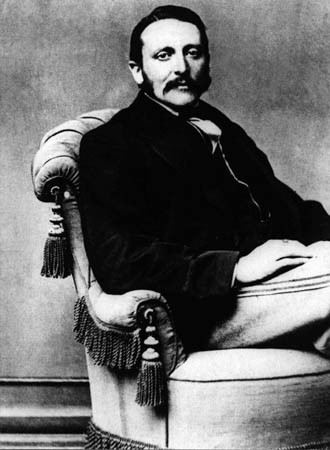
让·巴普蒂斯塔·冯·施魏策尔

让·巴普蒂斯塔·冯·施魏策尔（ Jean Baptista von Schweitzer ，1833年7月12日－1875年7月28日）是德意志政治人物、诗人和剧作家。

## 生平
让·巴普蒂斯塔·冯·施魏策尔生于美因河畔法兰克福的一个天主教會贵族家庭。他曾在柏林洪堡大學和海德堡大学学习法律，后来回到家乡成為一名执业律師。不過他對政治和文学更感兴趣。 
让·巴普蒂斯塔·冯·施魏策尔被斐迪南·拉萨尔领导的德意志社會民主主義所吸引。 1862年，让·巴普蒂斯塔·冯·施魏策尔因參與同性恋活动而被判有罪。之后拉萨尔为他辩护，拉萨尔认为只要不伤害他人，“应该由每个人自己决定”採取何種性行为。 
1864年，拉萨尔去世后，让·巴普蒂斯塔·冯·施魏策尔成为全德工人联合会主席。
1867年，让·巴普蒂斯塔·冯·施魏策尔当选为北德意志邦聯议会议员。 1871年，由于未能当选德国国会议员，他決定不再擔任全德工人联合会主席。 
1875年，他在瑞士去世。